# Daria-e nour
Pour les articles homonymes, voir Daria.
Le Daryā-e nour (en persan : دریای نور, mer de lumière), aussi transcrit Daria-e nour ou Daria-i-nor, est un des plus grands diamants taillés du monde, pesant 182 carats (36,4 g). Sa couleur, rose pâle, est l'une des teintes les plus rares pour un diamant.
Le diamant est à Téhéran dans les joyaux de la couronne (renommés joyaux nationaux) au sous-sol de la banque Markazi,.

## Histoire
Ce diamant, comme le Koh-i Nor, a été extrait de la mine de Paritala-Kollur de Golkonda en Inde, et se retrouva en possession des empereurs moghols. En 1739, Nâdir Châh envahit l'Inde et met Delhi à sac ; il s'empare ainsi du trésor moghol incluant le Darya-i-noor, le Koh-i Nor, le Trône du Paon et d'autres objets. Tous ces trésors sont transportés en Perse par Nâdir Châh et le Darya-i-noor est resté dans ce pays depuis cette date.
Après la mort de Nâdir Châh, le Darya-e nour sera donné à son petit-fils, Shahrokh Mirza, en héritage. Puis il passe en possession de Alam Khan Khozeimeh, et plus tard de Lotf Ali Khan Zand, un membre de la dynastie Zand d'Iran. Agha Mohammad Shah, fondateur de la dynastie kadjar, défait les Zand, et le Darya-e-noor devient propriété des Kadjars. Fath Ali Shah Qajar a son nom inscrit sur l'une des faces de ce diamant. Plus tard, Nasseredin Shah Kadjar le porte souvent sur un brassard. Il croyait apparemment que ce diamant était l'un de ceux  montés sur la couronne de Cyrus le Grand. Quand les étendards ne sont plus de mode, il porte ce diamant en tant que broche. En certaines occasions, cette pierre précieuse a été confiée aux soins de personnages importants du pays, ce qui est considéré à l'époque comme un honneur. En fait, il a été gardé caché dans le musée du trésor du palais du Golestan jusqu'à l'époque de Mozaffaredin Shah. Celui-ci l'a porté comme décoration d'un de ses couvre-chefs lors de sa visite de 1902 en Europe.
Reza Chah, fondateur de la dynastie Pahlavi, porte ce diamant comme décoration de son casque militaire à l'occasion de son couronnement en 1926. Il a également été utilisé par Mohammad Reza Shah Pahlavi au cours de sa cérémonie de couronnement en 1967.

## Association possible

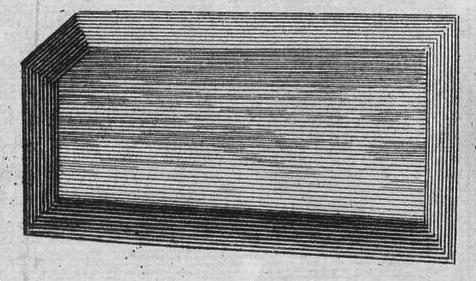
Dessin de la Grande Table, par Tavernier.

En 1965, une équipe canadienne qui mène des recherches sur les joyaux de la couronne iranienne conclut que le Darya-e-Noor semble avoir fait partie d'un diamant rose plus grand encore qui a été monté sur le trône de l'empereur moghol Shâh Jahân, et qui a été décrit dans le journal du joaillier français Jean-Baptiste Tavernier en 1642, qui l'appelait le Diamanta Grande Table. Ce diamant semble avoir été retaillé en deux pièces ; la grande partie issue du diamant deviendra le Darya-e nour ; la petite partie que l'on estime peser 60 carats (12 g) deviendra le diamant Noor-ol-Ain (en), actuellement monté dans un diadème appartenant à la collection des joyaux de la couronne iranienne.